# Diego Mondino
Diego Gustavo Mondino (Córdoba, provincia de Córdoba, Argentina; 14 de noviembre de 1994) es un futbolista argentino. Juega de defensa y su equipo actual es Gimnasia y Esgrima de Mendoza de la Primera Nacional de Argentina.

## Trayectoria
Surgido de las divisiones inferiores de Sportivo Belgrano de San Francisco, donde jugó varios partidos allí, luego tuvo un paso por Atlético de Rafaela donde no alcanzó a jugar en el primer equipo. Tiempo después fue traspasado a Defensores de Villa Ramallo.[cita requerida]
En agosto de 2017, se convirtió en refuerzo de Gimnasia y Esgrima de Mendoza para la temporada 2017-18. Jugó durante seis años en el Lobo mendocino. Luego tuvo pasos por Agropecuario y Universidad Técnica de Cajamarca.
En junio de 2024, retornó a Gimnasia y Esgrima de Mendoza para disputar la segunda parte de la temporada 2024.

## Clubes
| Club                             | País      | Año       | Part. | Goles |
| -------------------------------- | --------- | --------- | ----- | ----- |
| Sportivo Belgrano (SF)           | Argentina | 2011-2013 | 41    | 0     |
| Atlético de Rafaela              | Argentina | 2013-2015 | 0     | 0     |
| Defensores de Villa Ramallo      | Argentina | 2015-2017 | 77    | 4     |
| Gimnasia de Mendoza              | Argentina | 2017-2022 | 150   | 9     |
| Agropecuario                     | Argentina | 2023      | 35    | 3     |
| Universidad Técnica de Cajamarca | Perú      | 2024      | 17    | 1     |
| Gimnasia de Mendoza              | Argentina | 2024-Act. | 25    | 0     |

## Palmarés

### Otros logros
| |
| - Ascenso a la Primera B Nacional con Sportivo Belgrano (SF) en la temporada 2012-13. - Ascenso a la Primera B Nacional con Gimnasia de Mendoza en la temporada 2017-18. |